# Телпіджень
Телпіджень, Телпіджені (рум. Tălpigeni) — село у повіті Васлуй в Румунії. Входить до складу комуни Боцешть.
Село розташоване на відстані 300 км на північний схід від Бухареста, 24 км на північний схід від Васлуя, 42 км на південний схід від Ясс.

## Населення
За даними перепису населення 2002 року у селі проживали 44 особи, усі — румуни. Усі жителі села рідною мовою назвали румунську.